# Sancai

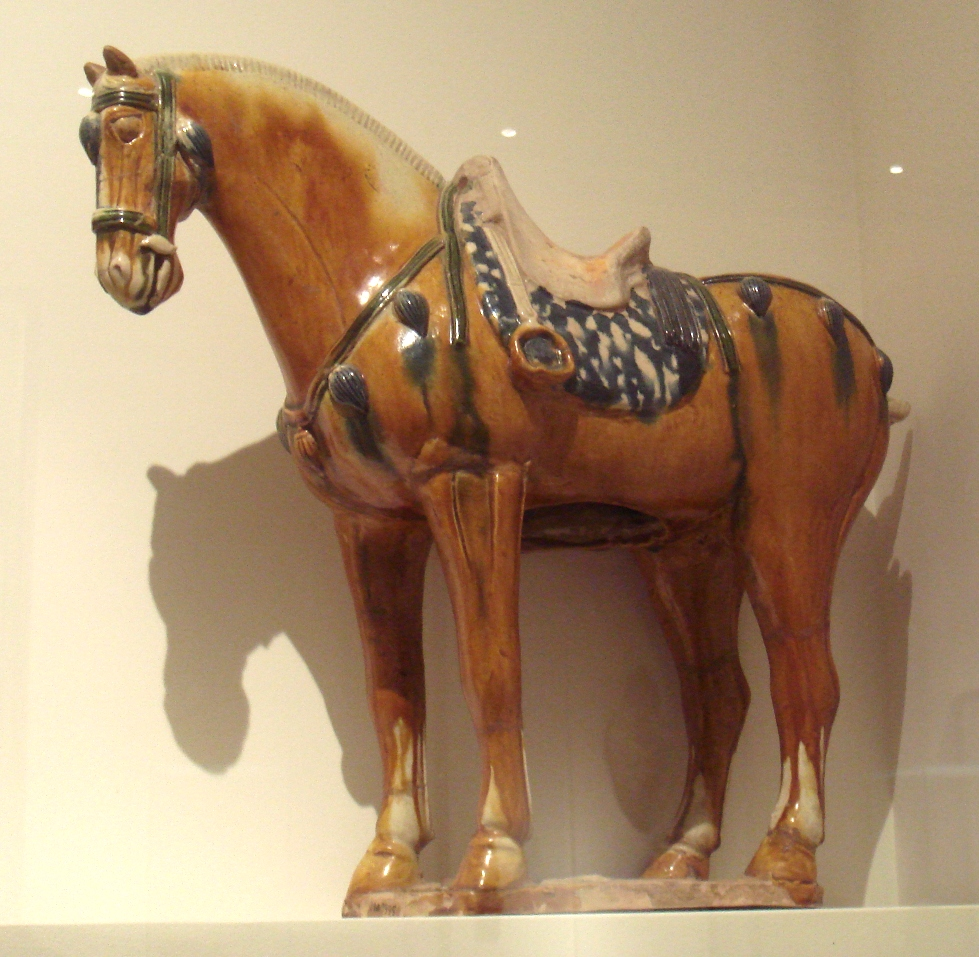
Caballo sancai, dinastía Tang, siglos -.

Sancai (en chino: 三彩; literalmente, ‘tres colores’) es un tipo de cerámica que utiliza como decoración tres colores entremezclados.

## Técnica

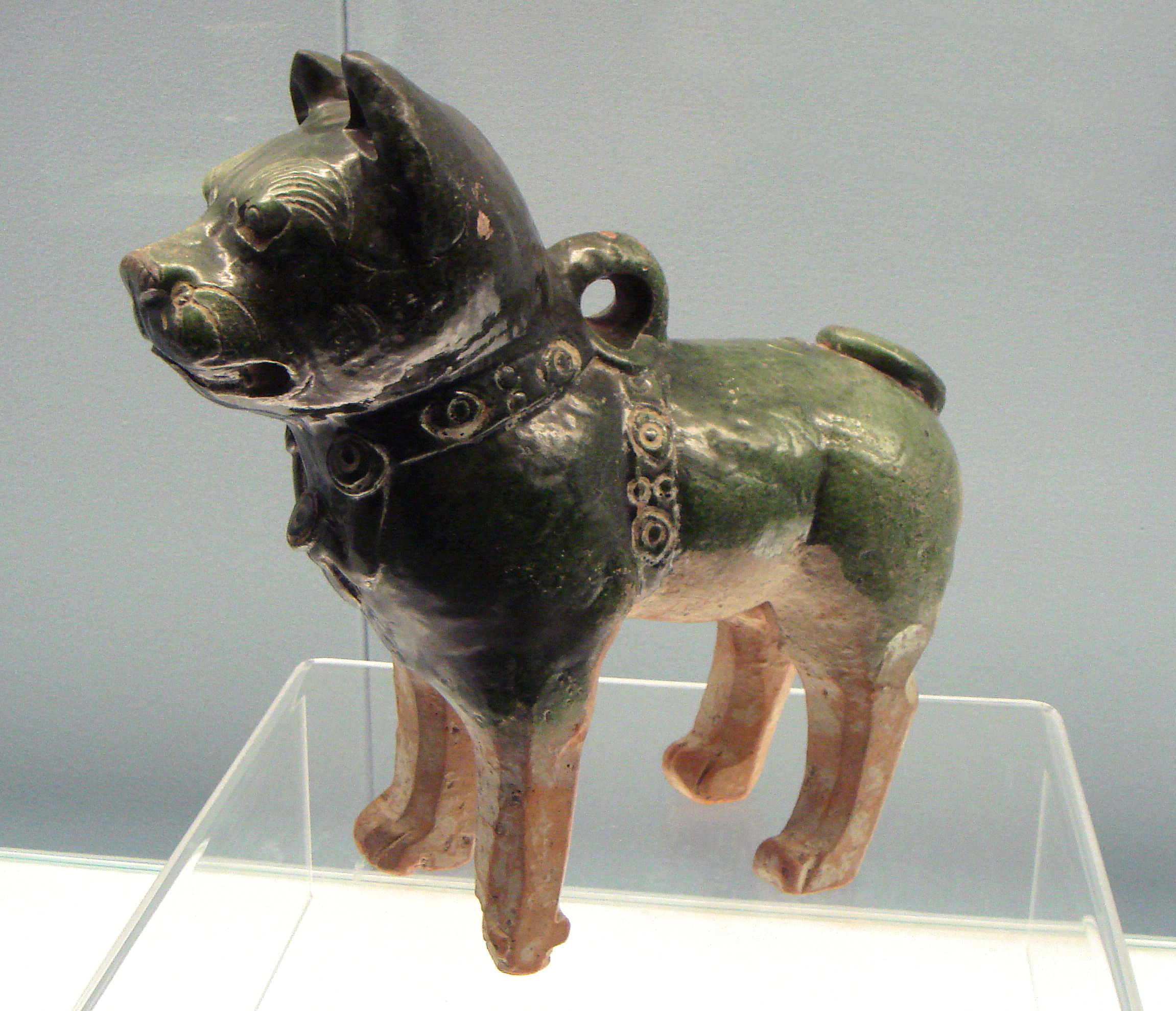
Perro de cerámica vidriada verde, Han oriental, 25-220.

El cuerpo de la cerámica sancai era fabricado con arcilla blanca, pintada con una capa de esmalte de vidrio, y cocida a temperaturas de unos 800 Celsius. Sancai es un tipo de cerámica vidriada con plomo: el óxido de plomo era el principal fundente en el vidriado, a menudo mezclado con cuarzo en una proporción de 3:1. El efecto policromado a menudo se obtiene utilizando como agentes colorantes cobre (que se torna verde), hierro (el cual toma un tono marrón amarillento), y en forma menos frecuente manganeso y cobalto (el cual se vuelve azul).
El sancai se basa en el desarrollo de la cerámica vidriada verde que se remonta al período Han (25-220).
Los predecesores del estilo sancai también pueden verse en algunos trabajos en cerámica de Qi del norte (550-577). Las tumbas Northern Qi han permitido el hallazgo de hermosas piezas, tales como elementos de porcelana con diseños en tonos de verde, que antes se consideraba habían sido realizados durante la dinastía Tang. Una jarra con estas características fue encontrada en una tumba de Northern Qi, que se remonta al 576 CE, y es considerada una precursora del estilo de cerámica sancai Tang.

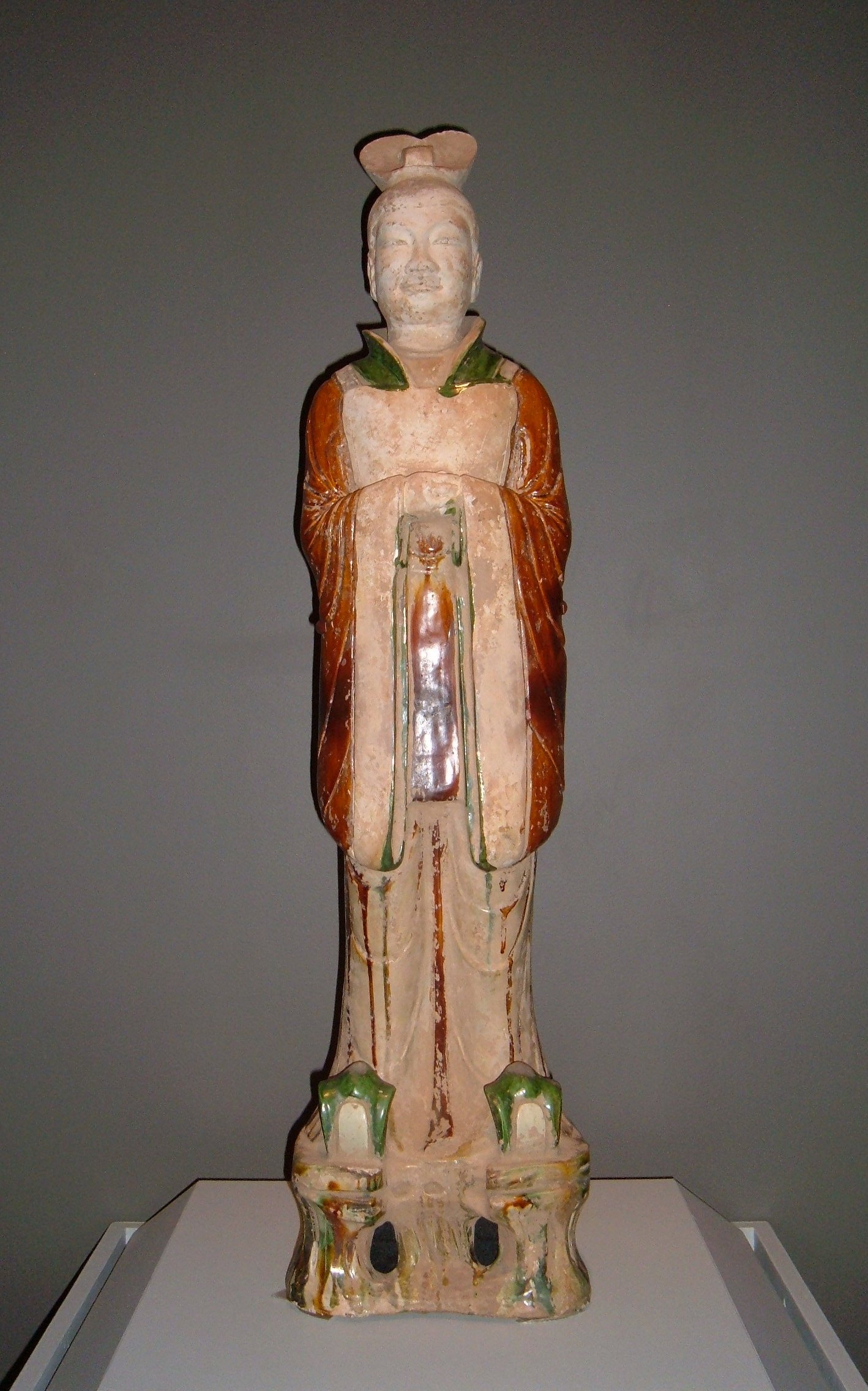
Figurita de una tumba con vidriado sancai, siglos  VII-VIII, dinastía Tang.
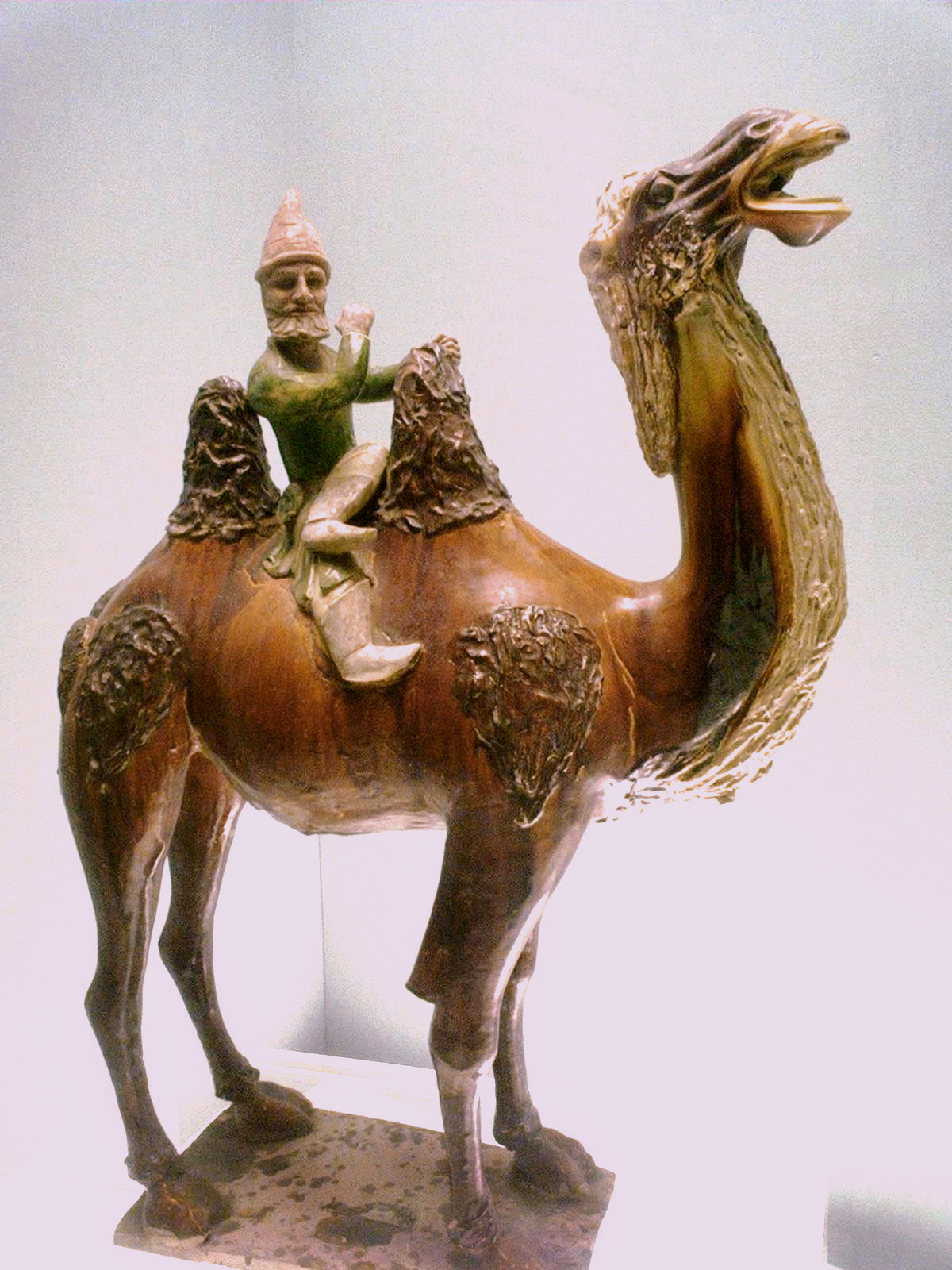
Extranjero en un camello, en estilo sancai, dinastía Tang.
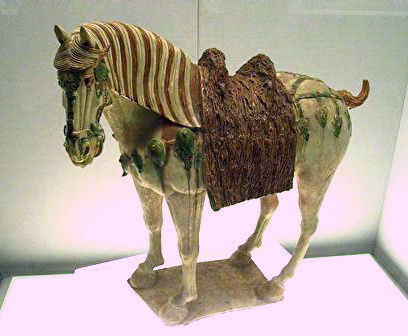
Caballo "sancai" de la dinastía Tang en el Museo de Shanghái.
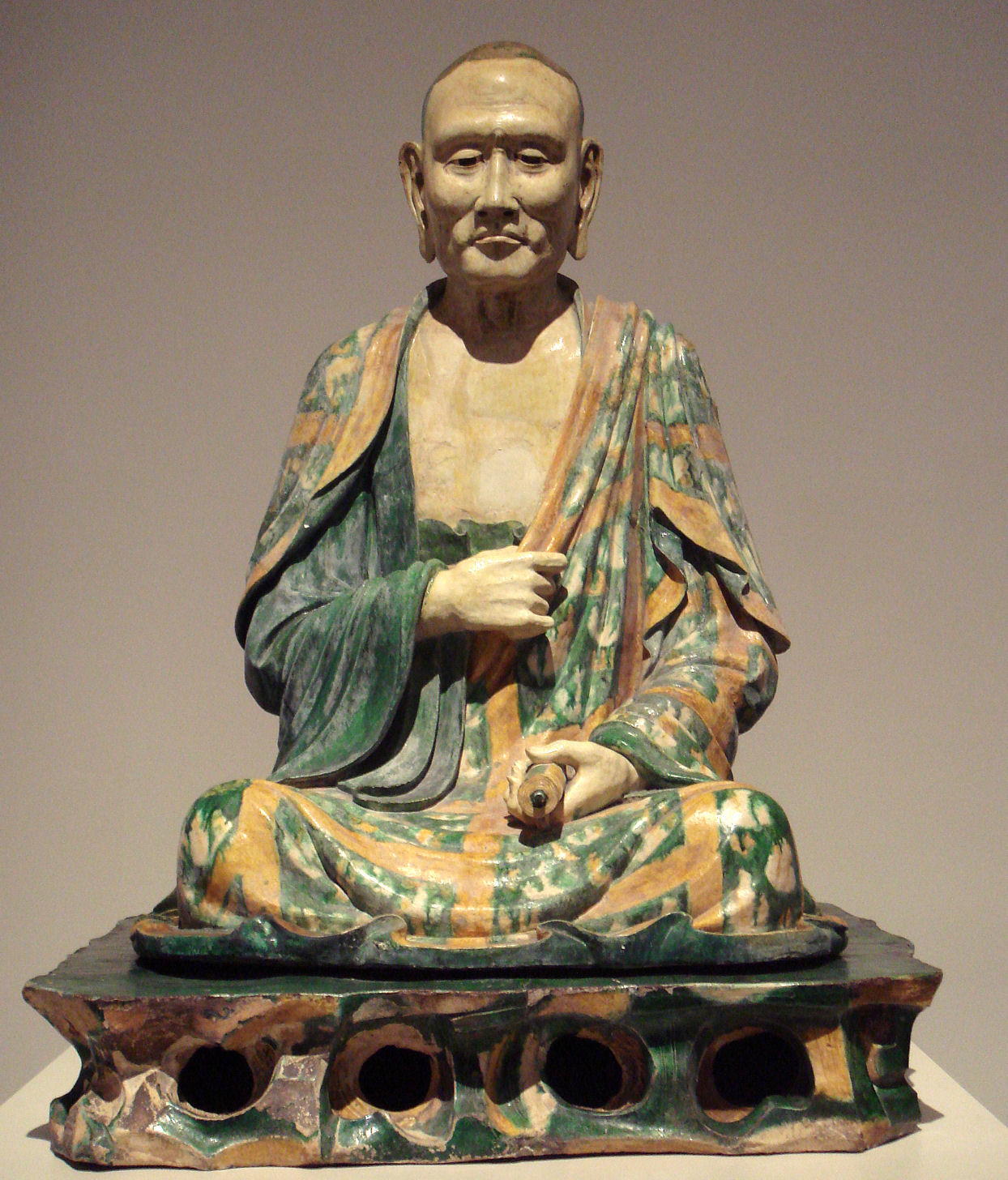
Dinastía Liao sancai luohan, ca. 1000.
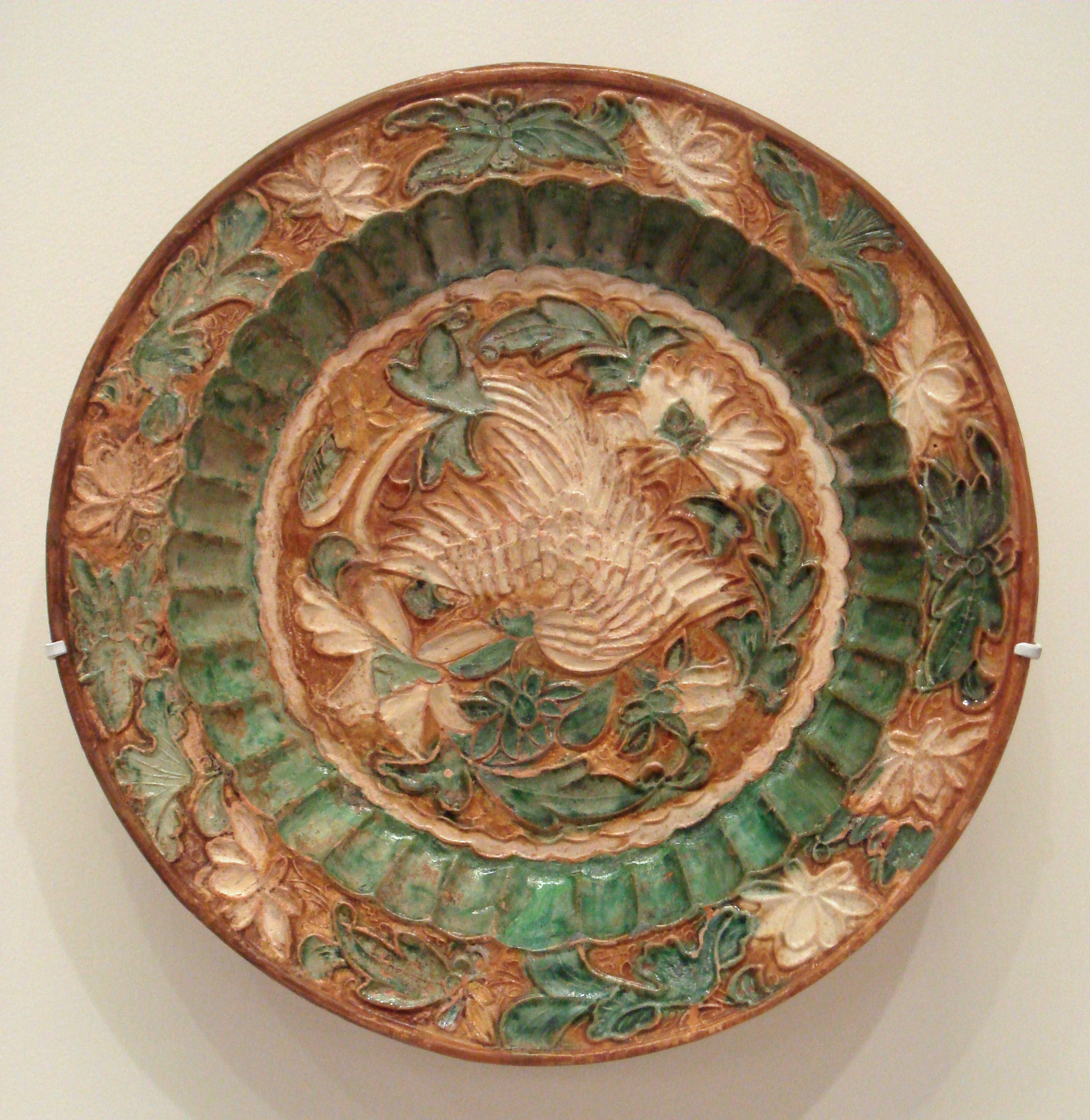
Plato sancai, dinastía Liao, siglos  X-XII.
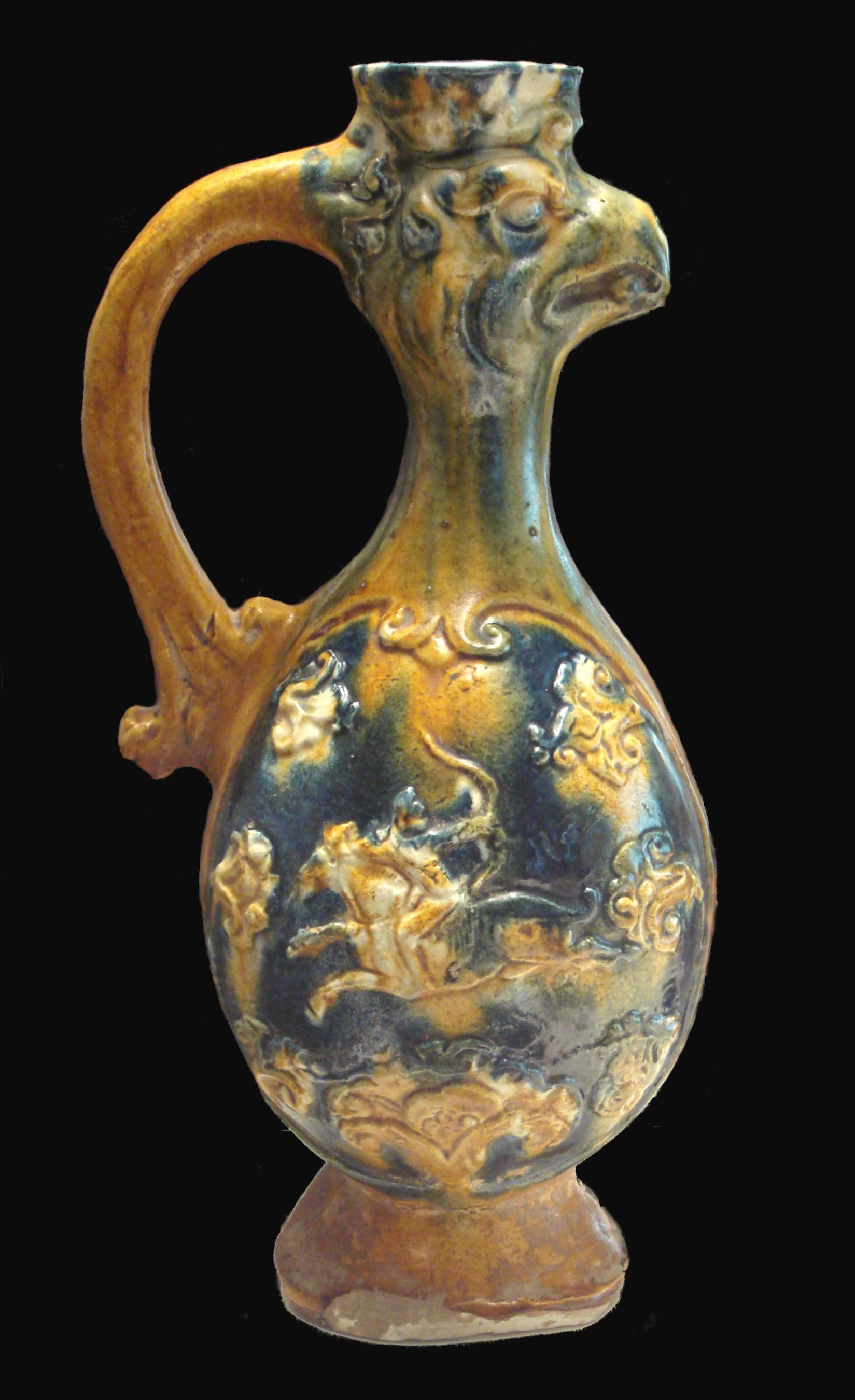
Vaso Tang sancai con influencias de Asia central y Persia, siglos  VIII-IX. Museo Guimet.

## Influencias

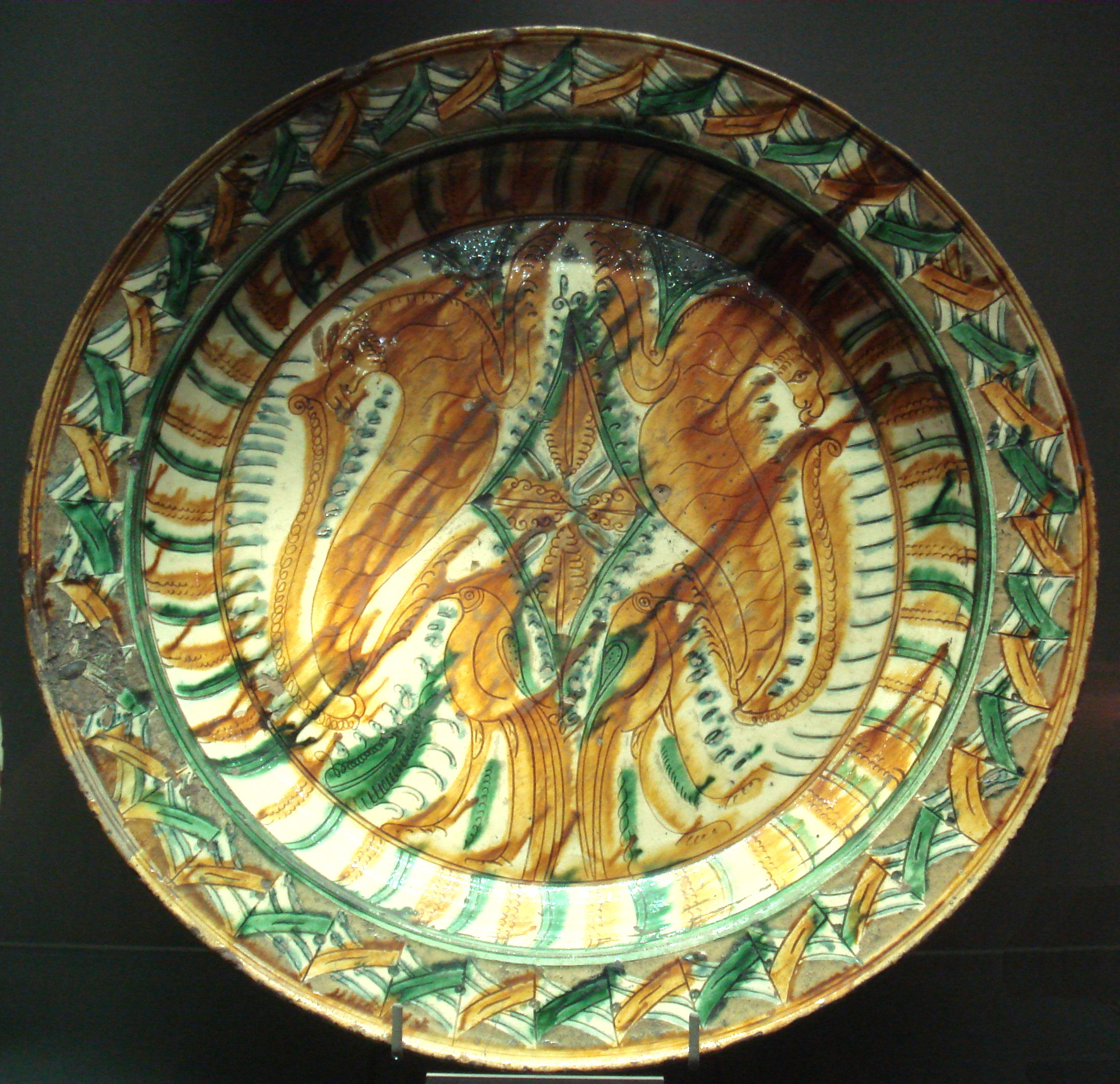
La cerámica italiana fue muy influenciada por la cerámica china. Plato sancai ("Tres colores") fabricado en el norte de Italia, mediados del. Museo del Louvre.

El estilo sancai viajó por la Ruta de la Seda, y fue muy utilizado en la cerámica de Siria, Chipre, e Italia desde el siglo XIII hasta mediados del siglo XV. El sancai también se convirtió en un estilo popular en la cerámica de Japón y Este de Asia.

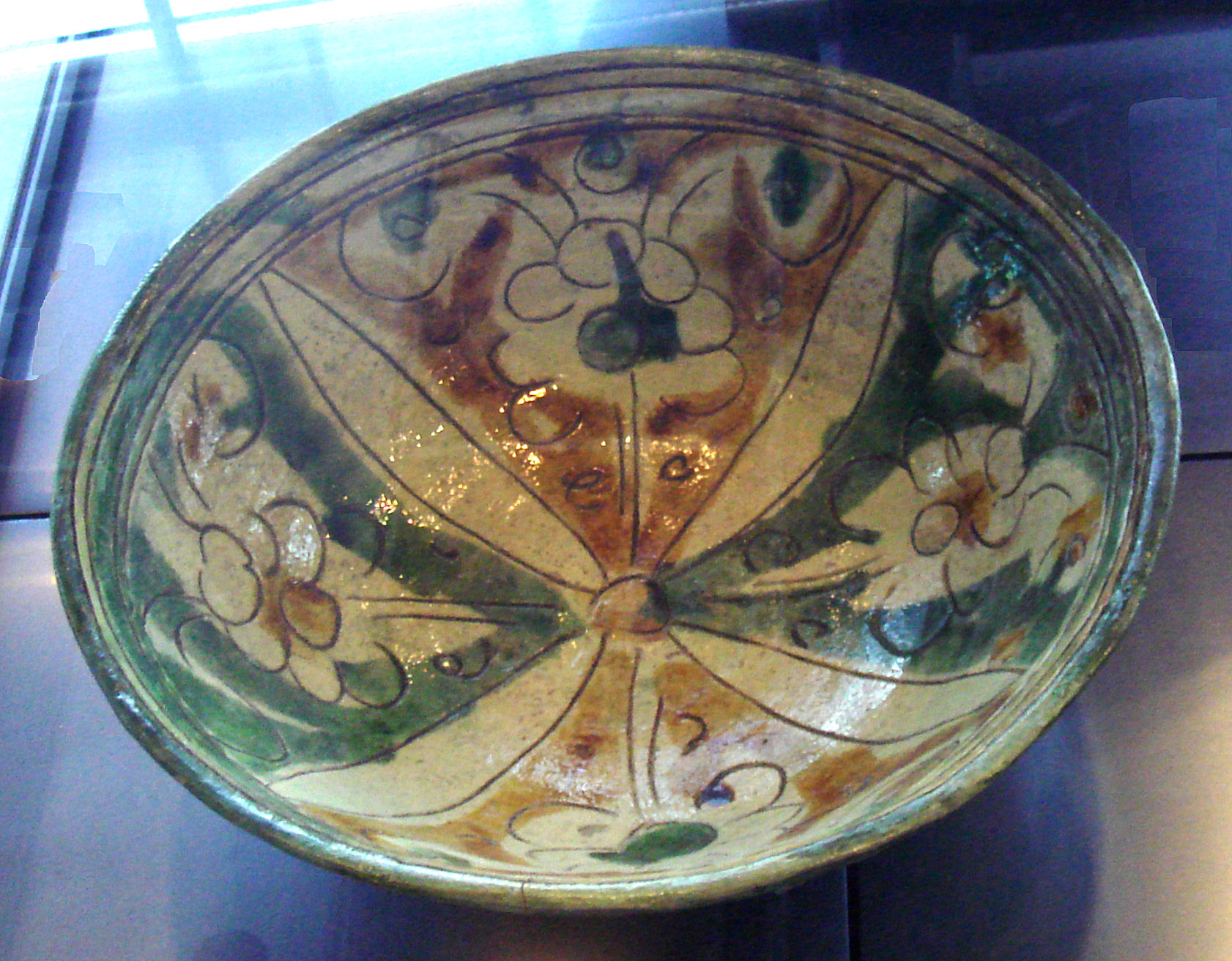
Cerámica tricolor siria, siglo XIII.
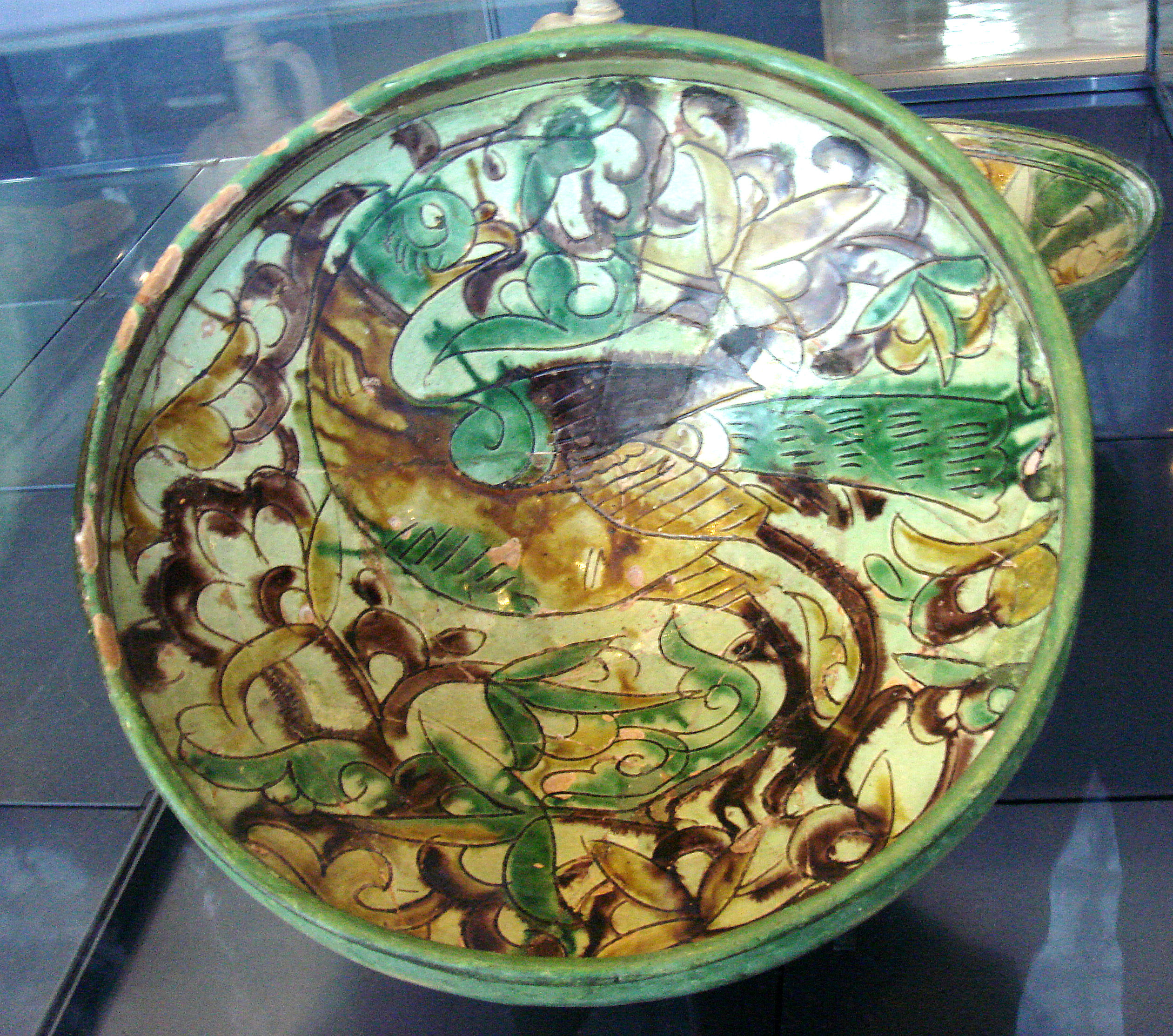
Cerámica tricolor siria, siglo XIII.
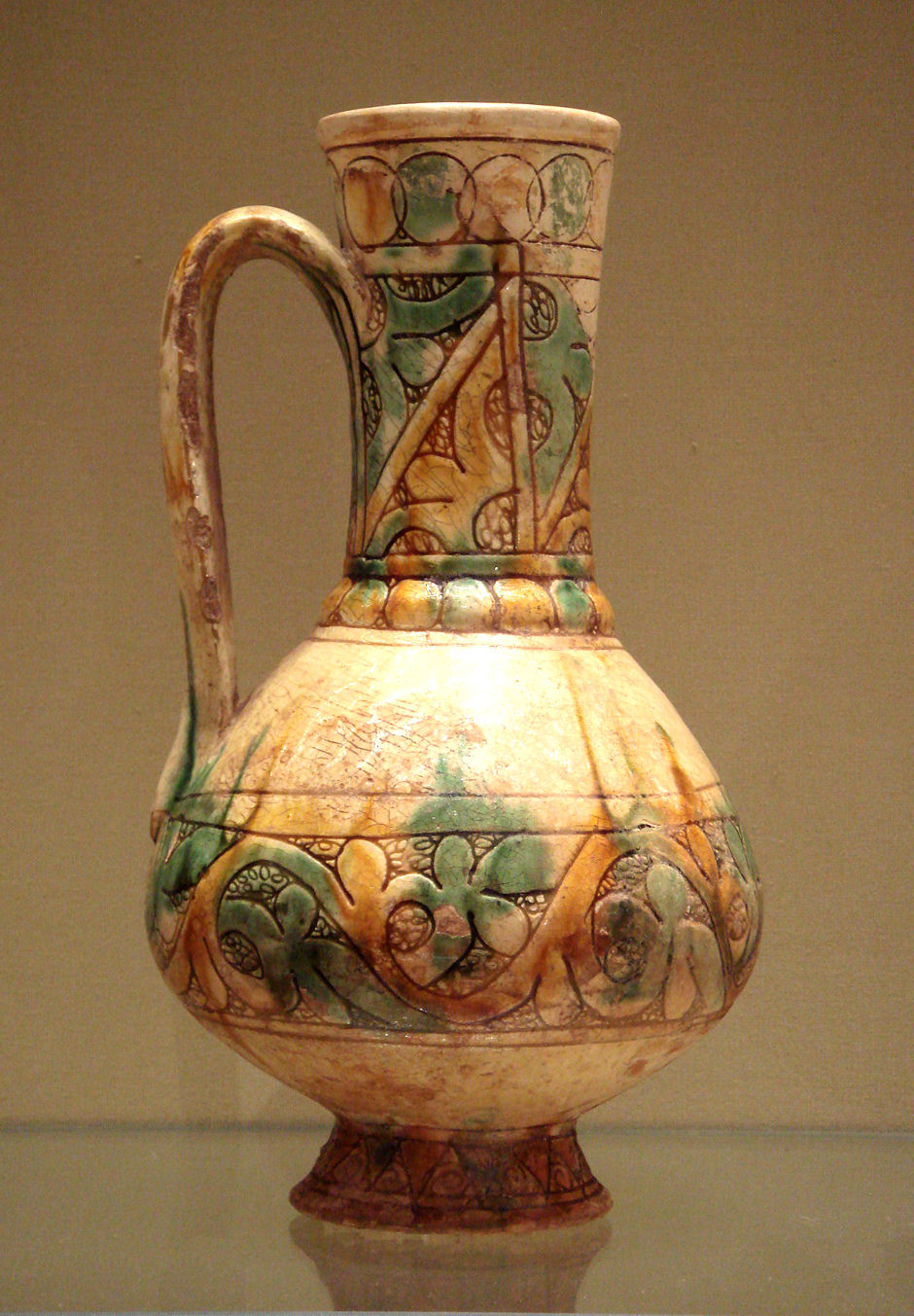
Cerámica tricolor vidriada, Chipre, siglo XIV.
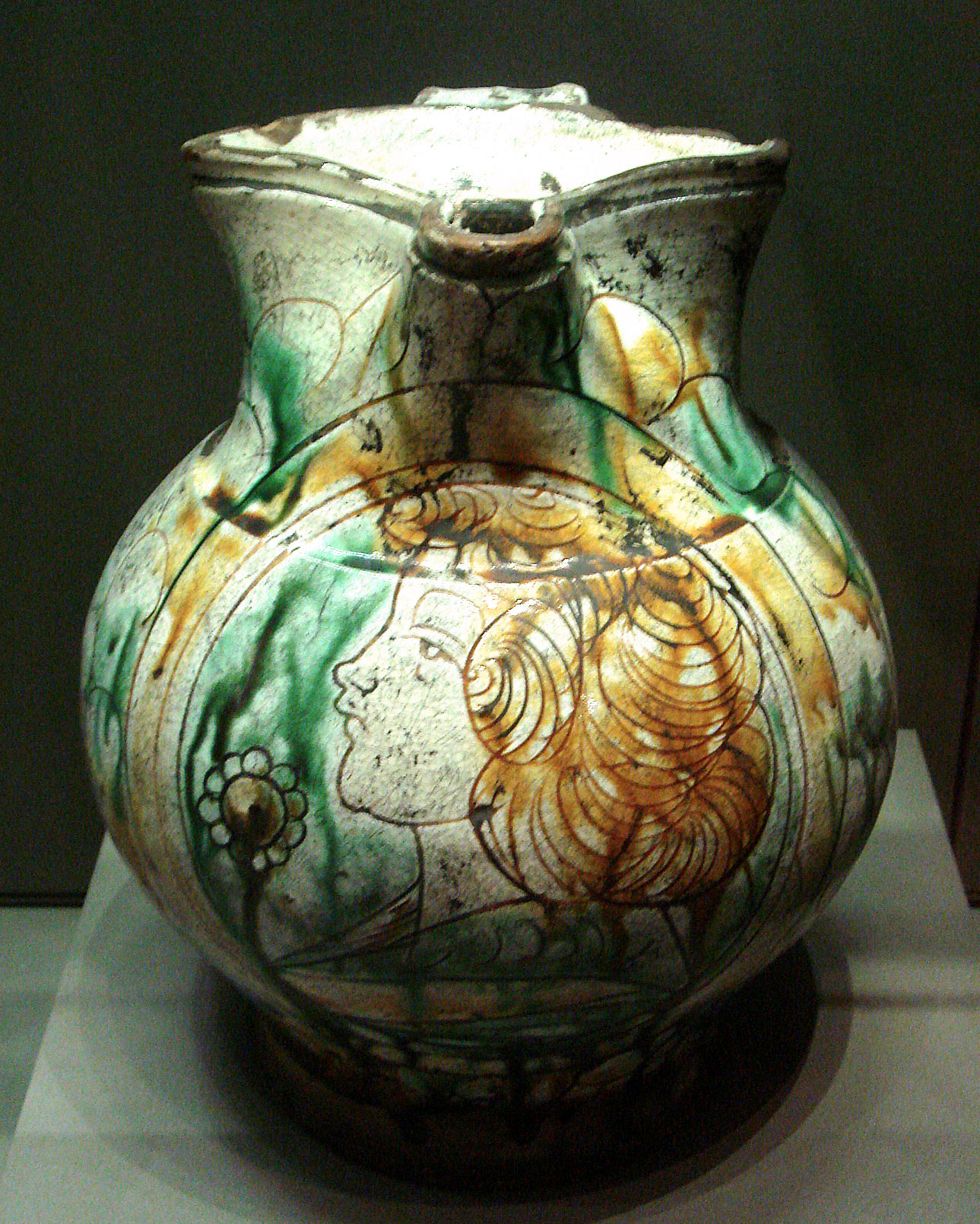
Vaso tricolor italiano, mediados siglo XV.
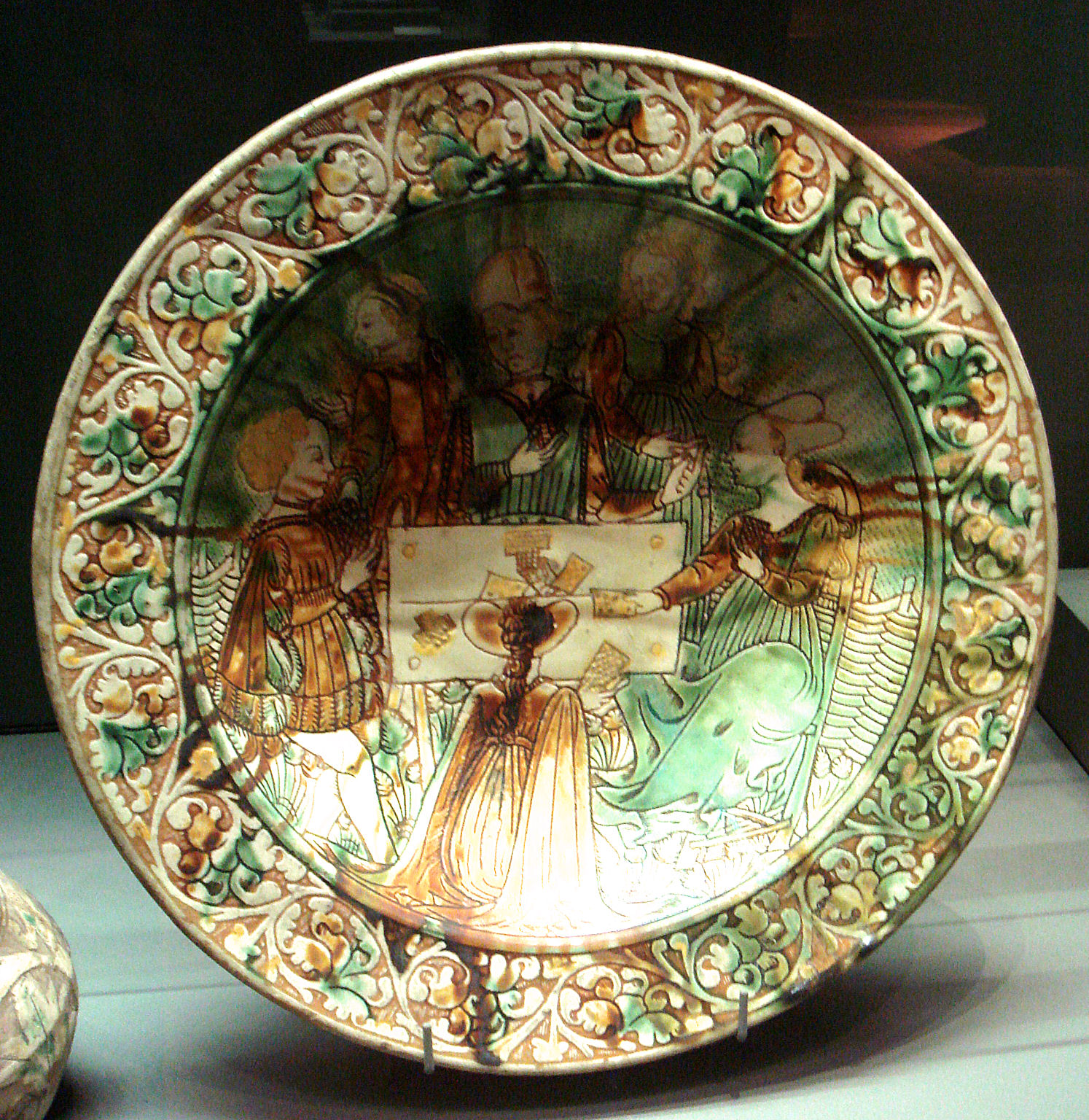
Cuenco tricolor italiano, mediados siglo XV.